# Jacen Russell-Rowe
Jacen Rex Orlando Russell-Rowe (* 13. September 2002 in Toronto, Ontario) ist ein kanadisch-jamaikanischer Fußballspieler.

## Karriere

### Verein
Nachdem er bereits im Alter von drei Jahren angefangen hatte, beim Brampton YSC zu spielen, ging er im Jahr 2017 in die Akademie des Toronto FC über. In seiner Zeit hier machte er bereits im Jahr 2018 mindestens einen Einsatz für die dritte Mannschaft in der League1 Ontario. Sein Debüt in der USL League One für die zweite Mannschaft machte er anschließend am 4. Juli 2019 bei einer 1:3-Niederlage gegen den FC Tucson, wo er zur 85. Minute für Jesús West eingewechselt wurde. Von 2020 bis 2021 besuchte er dann in den USA die University of Maryland, College Park, wo er auch in deren College-Mannschaft, den Maryland Terrapins aktiv war.
Im März 2022 unterschrieb er schließlich einen Vertrag bei Columbus Crew 2, mit denen er nun in der MLS Next Pro spielte. Im Mai 2022 unterzeichnete er dann vor einer Partie des MLS-Teams gegen Atlanta United einen Kurzzeitvertrag bei der ersten Mannschaft, saß hier aber über den kompletten Spielverlauf auf der Bank. Für die nächste Partie am 19. Juni 2022 einem 1:1 gegen den Charlotte FC bekam er wieder einen Kurzzeitvertrag, wo er diesmal zur 85. Minute für Erik Hurtado eingewechselt wurde. Danach kam er auch in den nächsten vier Spielen der Saison zum Einsatz und kam auch im Oktober noch einmal kurz zu Spielzeit. Am Ende seiner Spielzeit 2022 in der MLS Next Pro wurde er mit 21 Treffern in 19 Partien für die Elf der Saison ausgezeichnet und war damit auch Torschützenkönig für diese Spielzeit. Bereits im Sommer wurde er dann von Columbus Crew fest ins Aufgebot des MLS-Teams aufgenommen und gehört nun seit der Saison 2023 mit zum Stammkader, wenngleich er zumeist nur zu Kurzeinsätzen kam. Seit der Spielzeit 2024 bekommt er vermehrt auch wieder Startelfeinsätze.

### Nationalmannschaft
Mit der kanadischen U17 nahm er an der CONCACAF U-17-Meisterschaft 2019 teil, wo er mit seiner Mannschaft das Halbfinale erreichte und zwei Tore erzielte. Danach nahm er mit der Mannschaft auch an der Weltmeisterschaft 2019 teil und erzielte hier mit seinen zwei Toren die einzigen Treffer seiner Mannschaft bei diesem Turnier, wo sein Team am Ende ohne Punkt als Gruppenletzter ausschied.
Sein Debüt für die kanadische A-Nationalmannschaft hatte er am 27. Juni 2023 bei einem 2:2 gegen Guadeloupe während der Gruppenphase des Gold Cup 2023, wo er zur 83. Minute für Lucas Cavallini eingewechselt wurde. Später unterlief ihm dann in der 93. Minute noch ein Eigentor. Danach wurde er bei dem Turnier noch in einem weiteren Gruppenspiel sowie dem Viertelfinale eingesetzt. Nach einem weiteren Einsatz in der CONCACAF Nations League 2022/23 kam er auch noch in den Playoffs zur Qualifikation für die Copá America 2024 zum Einsatz. Dort gehörte er dann auch mit zum Turnier-Kader seiner Mannschaft, wo er auch gleich bei der 0:2-Auftaktniederlage gegen Argentinien zu seinem Turnier-Debüt kam.